# Klipper

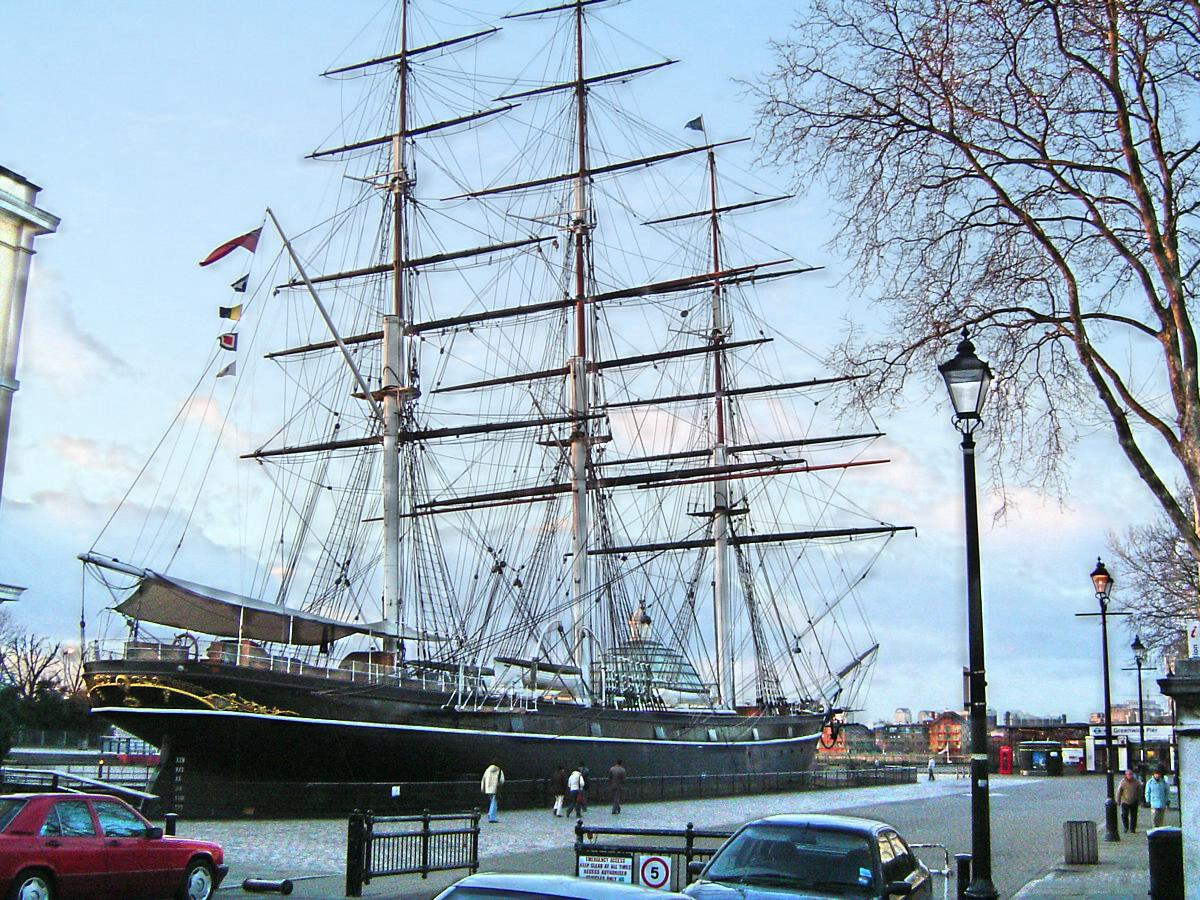
Die Cutty Sark, einer der letzten Teeklipper

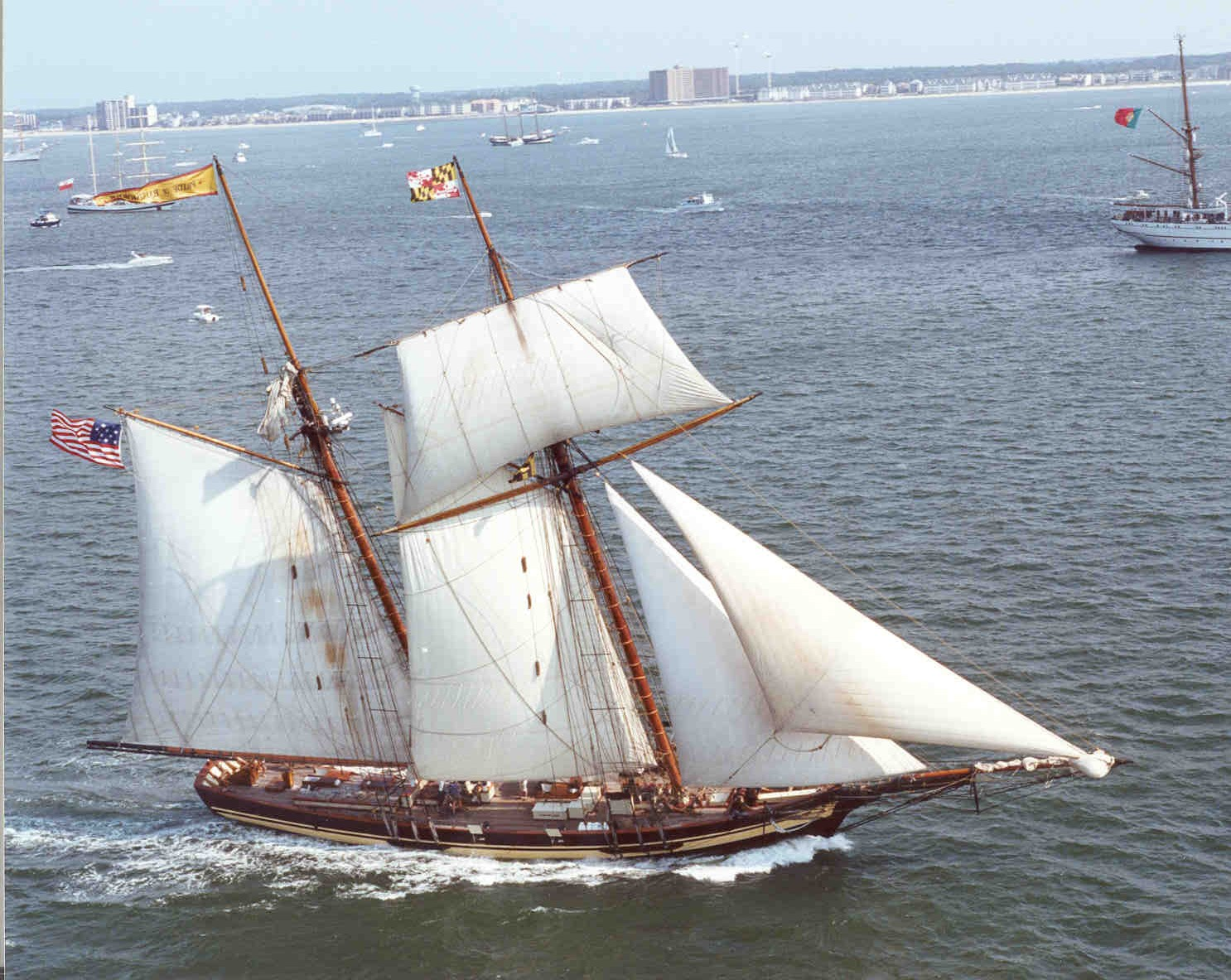
Baltimoreklipper-Nachbau Pride of Baltimore II

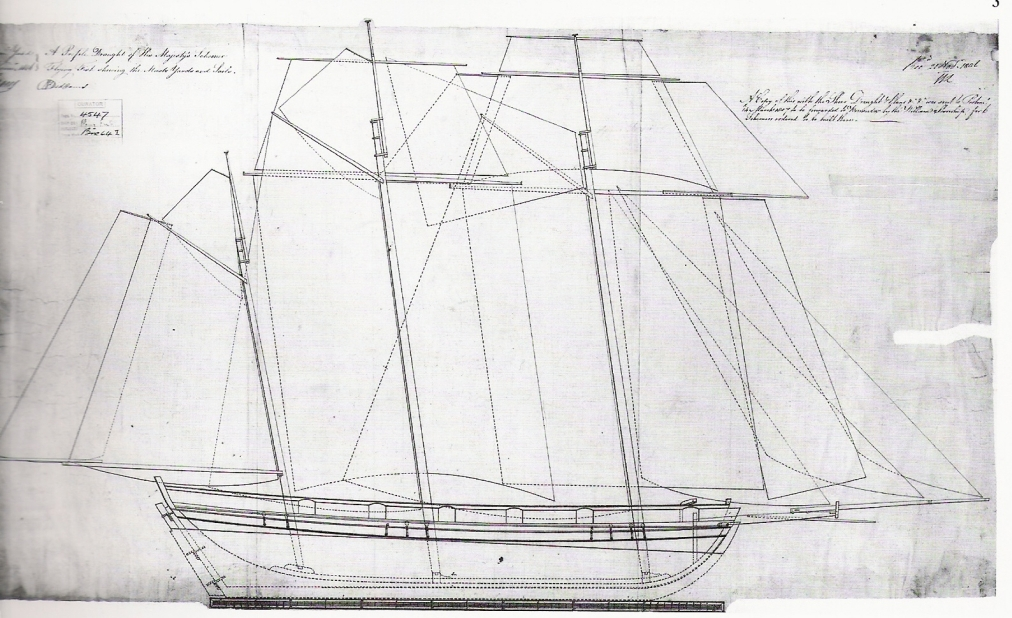
Plan des Baltimoreklippers Flying Fish

Als Klipper (von englisch clipper) wird eine in den Vereinigten Staaten entstandene Bauart schneller Fracht-Segelschiffe bezeichnet, die ihre Blütezeit in der Mitte des 19. Jahrhunderts hatte. Seine auffälligsten Merkmale waren ein scharf geschnittener Bug mit hohlen Linien (Klipperbug), starke Bodenaufkimmung, eine im Verhältnis zur Schiffslänge geringe Breite und hohe erreichbare Geschwindigkeiten von 15 bis 20 Knoten. Diese Merkmale führten zu einem eingeschränkten Frachtraum zugunsten der Geschwindigkeit. Die Masten, Stengen und Rahen waren verhältnismäßig groß dimensioniert. Oft wurden noch zusätzliche Leesegel geführt. Diese umfangreiche Takelage erforderte eine hohe Anzahl an Besatzungsmitgliedern. In der russischen Marine wurde der Vorsatz „Klipper-“ als Bezeichnung für besonders schnellsegelnde Schiffe aufgenommen, je nach Größe und Takelage gab es „Klipper-Korvetten“ und „Klipper-Fregatten“.

## Entwicklungsgeschichte
Unmittelbarer Vorgängertyp des Klippers waren die in den USA seit 1832 erscheinenden Baltimoreklipper. Diese waren angelehnt an die französischen Fregatten und Lugger, die im Amerikanischen Unabhängigkeitskrieg als Blockadebrecher dienten.  Die Baltimoreklipper waren bereits klippertypisch am Bug scharf geschnitten, besaßen aber im Vergleich zu den nachfolgenden richtigen Klippern nur geringe Ladekapazitäten. Die aus dem schottischen Aberdeen stammende Scottish Maid von 1839 sah diesen Baltimoreklippern sehr ähnlich. Sie war Großbritanniens erster Klipper und gilt, ebenso wie die 1833 gebaute Ann McKim, als direkter Klippervorläufer. Ein weiterer signifikanter Unterschied bestand in der Takelung: die Baltimore-Klipper waren als Rah-Schoner getakelt, die echten Klipper dagegen meist als Vollschiffe, gelegentlich auch als Barken.
Anfang des 19. Jahrhunderts war es für Schiffseigner aus Neuengland profitabel, im Sommer kleine, schnelle Schiffe mit Eis aus ihren Eiskellern beladen und mit hoher Geschwindigkeit in die Karibik segeln zu lassen und dort das Eis an reiche Plantagenbesitzer zu verkaufen. Auch diese Schiffe können als Vorläufer der Klipper gelten.
Die 1845 bei Smith & Dillon in New York vom Stapel gelaufene Rainbow gilt als erster extremer Klipper. Das von John Willis Griffith entworfene Schiff hatte ein Länge-Breite-Verhältnis von 5 zu 1, einen scharf geschnittenen, in die Wellen einschneidenden Bug und ein bauchiges Heck. Es wich damit von der traditionellen Rumpfform mit breitem, wie ein Dorsch geformten Bug, der auf den Wellen reiten sollte, und einem makrelenschwanzartigen Heck ab. Zeitgenössische Kritiker befürchteten, dass der schmale Bug in die Wellen untertauchen würde, eine Besorgnis, die sich als unbegründet herausstellte. Mit dem Übergang zur Komposit-Bauweise (Stahl und Holz kombiniert, z. B. Stahlspanten und Holzbeplankung) wuchs das Verhältnis von Länge zu Breite auf 8 zu 1.
Betätigungsfeld der Klipper war der Transport von Gütern, die schnell ans Ziel kommen mussten, etwa Tee, Wolle, Früchte und sogar Eis, sowie Post; auch beim gewinnträchtigen Sklaven- und Opiumhandel wurden sie eingesetzt.

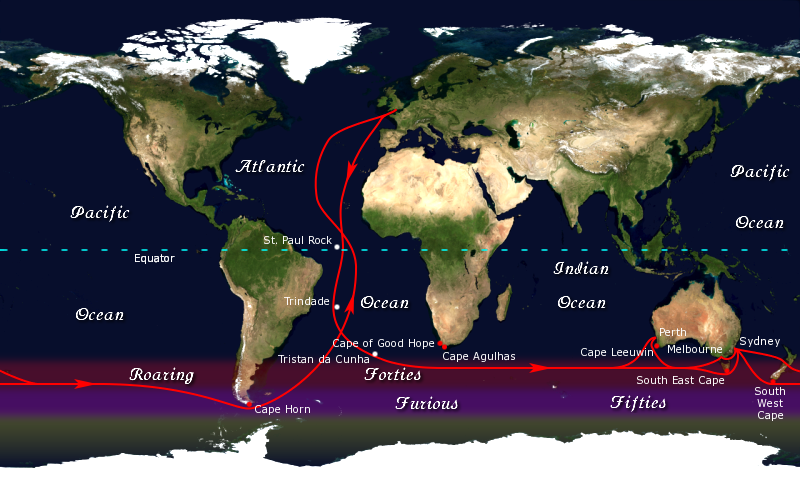
Lage der Roaring Forties und der benachbarten Zonen als Bestandteil der Clipperroute

Mit dem Klipper kamen schlanke und stromlinienförmige Schiffsrümpfe mit dem scharfen und nach innen gekrümmten Klipperbug (Sichelbug) in Gebrauch, der auch den Schiffen den Namen gegeben haben soll (von „clipping the waves“ = die Wellen schneiden). Eine andere, wahrscheinlichere, Ableitung ist von „to clip“ = sich schnell bewegen, abschneiden, verkürzen. Klipper waren meistens Vollschiffe, seltener Barken. Beispiele für letztere waren die Monkchester und die Phoenician. Es gab sogar eine Viermast-Klipperbark, die berühmte Great Republic vom Meisterschiffbauer Donald McKay aus East-Boston. Er entwarf u. a. auch die Klipper Flying Cloud, Flying Fish, Jaimes Baines, Lightning, Sovereign of the Seas, Romance at the Seas, Empress of the Seas, Champion of the Seas, Donald McKay, Glory of the Seas. Seine 1851 gebaute Flying Cloud war 1.783 BRT groß und erreichte ein Etmal von 433 Seemeilen (rd. 800 km).
Auf ihren Reisen kamen die Klipper auch nach Großbritannien, wo sie bald nachgebaut wurden. Mit dem Klipper kam eine Zeit der Rekordjagd nach immer kürzeren Fahrzeiten auf gebräuchlichen Routen, z. B. von der Ostküste der USA nach San Francisco um das Kap Hoorn, auf den Teefahrten von China und Indien nach England und danach im Wollhandel von und nach Australien auf der Clipper-Route. Als 1848 in San Francisco das Goldfieber ausgebrochen war, segelten viele Klipper von der Ostküste aus mit Gebrauchsgütern und Glücksrittern dorthin und mussten aufgegeben werden, weil die ganze Mannschaft von Bord ging.

## Hochzeit der Klipper und anschließender Bedeutungsverlust
1848 wurden in Kalifornien reiche Goldfunde gemacht. Der bis dahin unbedeutende Walfängerstützpunkt San Francisco wurde zum Ausgangspunkt vieler Goldsucher. Viele Besatzungen der Walfänger und anderer Schiffe desertierten und begaben sich auf Goldsuche. Die Einwandererströme und deren Versorgung konnten nur durch lange, unsichere Wege über Land oder auf dem Seeweg um Kap Horn erfolgen. Dies förderte den Bau von schnellen Schiffen an der Ostküste und führte zu einem Boom des Klipperbaues. Nach Goldfunden in Australien 1851 wiederholte sich dieser Vorgang.
Nach einer Zwischenkrise von 1857 bis etwa 1861 mit daraus resultierendem Überangebot an Frachtraum kam es nochmals zu einem Aufschwung des Klipperbaues. Die Schiffe waren aus Wirtschaftlichkeitsgründen aber meist kleiner oder weniger scharf geschnitten.
Berühmt geworden sind einige Klipper durch das alljährliche „Große Teerennen“ („Great Tea Race“) von China nach London wie dem Great Tea Race of 1866 oder dem Rennen zwischen der Ariel und der Taeping 1868. Das Schiff, das die erste Ladung der neuen Tee-Ernte aus China in England landen konnte, erzielte einen sehr guten Preis für die Fracht und eine Prämie. Legendär wurde das Rennen von 1872 zwischen der Cutty Sark und der Thermopylae, das letztere nur mit einer Woche Vorsprung gewann, weil der Cutty Sark das Ruder brach und die Mannschaft auf hoher See ein Notruder einbauen musste. Diese Teeklipper waren unter 1000 RT groß und wurden von 1850 bis 1870 gebaut. Nachdem der Suezkanal eine neue und kürzere Route China – England eröffnet hatte, die Seglern wegen der ungünstigen Windverhältnisse keinen Vorteil brachte, liefen die Dampfschiffe den Klippern nach 1880 den Rang als Teeschiffe ab. Schließlich wurden sie für den Transport von Billigware und Massengütern – Guano aus Chile oder Wolle aus Neuseeland und Australien – genutzt. Einige beendeten ihre Laufbahn unter norwegischer Flagge wie die Blackadder 1905 in Bahia oder die Fiery Cross (Bj. 1860 mit Stahlmasten und von Deck bediente Cunnigham-Patentrahen) Ellen Lines 1893 vor Whitehaven.

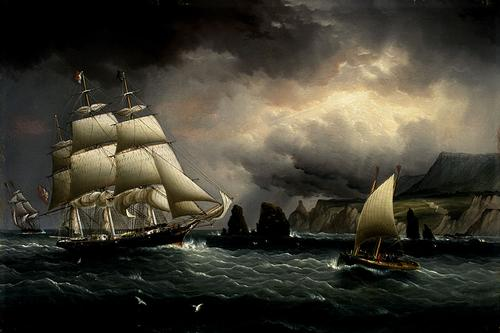
Der Klipper Flying Cloud auf einem Gemälde von James E. Buttersworth

Die Schiffe wurden zunächst noch ganz aus Holz gebaut und wegen des Rekordstrebens am Limit gesegelt, so dass ihre Lebensdauer relativ kurz war. Die Briten ersetzten bei ihren Klippern das rarer und damit teurer gewordene Holz teilweise durch Eisen und führten so die Kompositbauweise ein: Innenstrukturen aus Eisen mit traditioneller Holzbeplankung, die gegen Bewuchs mit Kupferblech beschlagen war. Das führte zu langlebigeren Schiffen. Nur wenige der Klipper überlebten bis ins 20. Jahrhundert. Die Cleta, 1866 in Sunderland gebaut, existierte bis 1937, und bis in die Gegenwart überdauert hat neben der Cutty Sark (Stapellauf 1869) die City of Adelaide alias HMS Carrick (Stapellauf 1864). Letzteres war für Auswanderer- und Wollfahrt nach Australien gebaut worden. Der einzige erhalten gebliebene Tee-Klipper dieser Bauweise, die Cutty Sark, war in Greenwich als Museumsschiff zu besichtigen, bis sie während Restaurierungsarbeiten 2007 durch einen Brand schwer geschädigt wurde. Nach der Restaurierung wurde sie am 25. April 2012 wiedereröffnet.
Die amerikanischen Klipper auf den Routen von der Ost- zur Westküste der USA um Kap Hoorn verloren ihre Bedeutung, als 1869 die First Transcontinental Railroad fertiggestellt wurde.
An die Stelle des Schiffstyps Klipper trat in der zweiten Hälfte des 19. Jahrhunderts der stählerne Windjammer, welcher meist etwas langsamer, dafür aber dauerhafter war und mit einer kleineren Segelmannschaft höhere Ladekapazitäten bot. Deren schnelle Vertreter heißen in der Literatur fälschlicherweise oft ebenfalls Klipper, wie z. B. die schnellen Salpeterfrachtsegler der Reedereien F. Laeisz (Flying P-Liner) und Antoine-Dominique Bordes & Fils. Ein weiterer konkurrierender Segelschiffstyp war der Schoner, der bei vergleichbaren Abmessungen mehr Stauraum besaß und dank seiner Gaffeltakelung mit einem Bruchteil der Besatzung eines Klippers auskam, denn beim Transport von nicht verderblichen Massengütern war Stauraum wichtiger als Geschwindigkeit. Schließlich wirkte sich der technische Fortschritt zu Ungunsten der Klipper aus, vor allem durch die zunehmende Betriebssicherheit der Dampfschiffe und deren größere Pünktlichkeit. Die Verwendung von Stahl, vor allem von Walzstahl, im Schiffbau ermöglichte zudem den Bau immer größerer Schiffe, die bezüglich des Antriebes nicht mehr als Segler auszulegen waren.
Als Klipper (Klipper-Aak) wird auch ein holländischer Plattboden-Küstenfrachter-Typ mit Seitenschwertern bezeichnet, der vorwiegend zum Ende des 19. Jahrhunderts gebaut und in den niederländischen Binnengewässern, den Wattenmeeren der Nordsee bis nach England und in die Ostsee eingesetzt wurde.

## Berühmte Klipper (Auswahl)
- Flying Cloud (1851, amerikanischer Klipper, D. McKay); 1875 Abbruch, zum Ausbau ihrer Metallteile abgebrannt
- Challenge (1851, amerikanischer Klipper, William H. Webb); 1877 vor Ouessant, Frankreich, im Sturm gesunken
- Flying Fish (1851, amerikanischer Klipper, D. McKay); Rekordfahrt 1852/1853 New York–San Francisco in 92 Tagen gegen die Wild Pigeon (118 Tage), John Gilpin (93,8 Tage) und Trade Wind, 1858 an der Min-Mündung gestrandet, kondemniert und in Guangzhou (Whampoa) als El Bueno Suceso (Der gute Erfolg) neu aufgebaut, in der Chinasee gesunken
- Sovereign of the Seas (1852, amerikanischer Klipper, D. McKay); 1859 in der Malakka-Straße auf einer Reise von Hamburg nach China wrackgelaufen
- Red Jacket (1853, amerikanischer Klipper); fuhr auf der Australroute, 1868 auf der Transatlantikroute (Holz), diente nach 1880 als Kohlenhulk auf den Kap Verden
- Great Republic (1853, amerikanische 4.555 BRT Viermastklipperbark, D. McKay); nach Brand 1855 in reduzierter Größe in Fahrt gebracht, 1872 gesunken, größtes Holzschiff der Welt
- Lightning (1854, amerikanischer Klipper, D. McKay) der britischen Black-Ball-Linie von James Baines aus Liverpool, 1869 am Pier in Geelong abgebrannt
- Champion of the Seas (1854, amerikanischer Klipper, D. McKay) der britischen Black-Ball-Linie, mit einem Etmal von 465 sm (861,18 km in 24 Stunden = 35,88 km/h) im Dezember 1854 Halter des Segelschiffrekords für etwa 130 Jahre.
- Jaimes Baines (1854, amerikanischer Passagier-Klipper, D. McKay) der britischen Black-Ball-Linie von James Baines, Liverpool
- Glory of the Seas (1869, amerikanischer Klipper, D. McKay); letzter McKay-Klipper, 1911 schwimmende Dosenlachsfabrik, 1923 wegen ihrer Metallteile abgebrannt
- Taeping (1863, englischer Teeklipper); 1872 auf einer Reise nach China vermisst
- Ariel (1865, englischer Teeklipper); 1871 im Chinesischen Meer wrackgelaufen
- Thermopylae (1868, englischer Teeklipper), 1907 als ehemalige Kohlenhulk versenkt
- Cutty Sark (1869, englischer Tee- und Woll-Klipper), erhalten

Nachbauten von Klippern:
- Pride of Baltimore II – ein Baltimoreklipper in traditioneller Holzbauweise mit Heimathafen Baltimore
- Stad Amsterdam – Neubau eines Klippers nach historischen Vorbildern, Baujahr 2000

## Rezeption
- Martin Selber: Das Klippergespenst. 1970 (Jugendbuch über einen Matrosen, der 1848 auf einen Klipper schanghait wird).